# オリンパス E-330

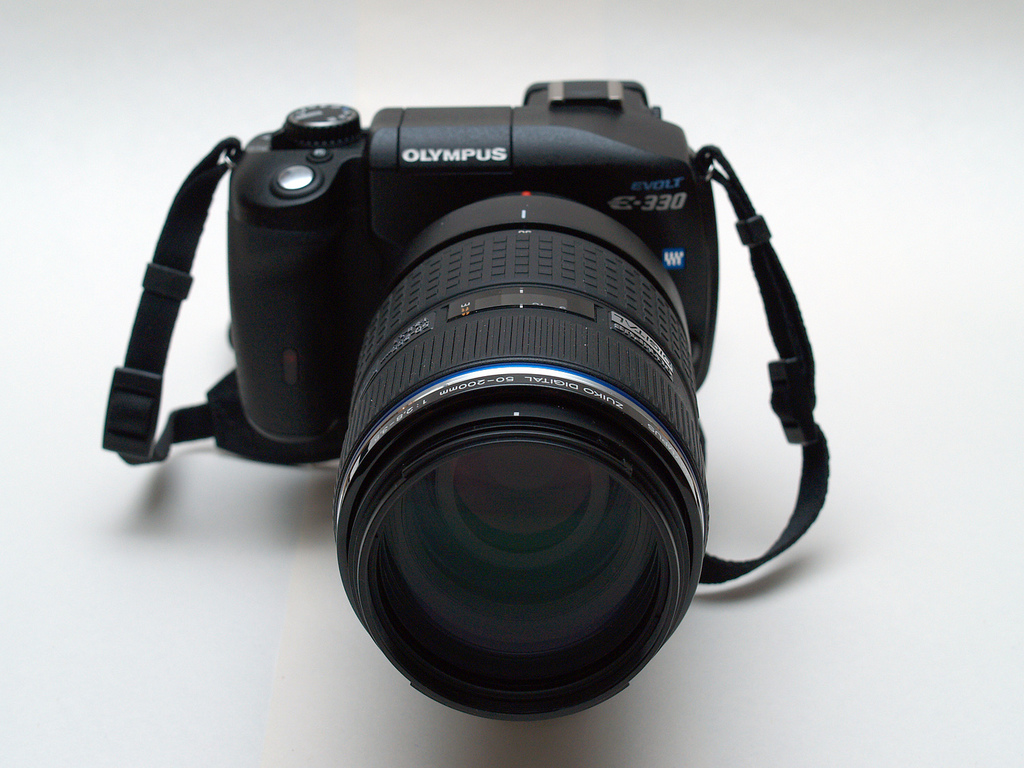
E-330 & ZD ED 50-200mm 2.8-3.5 SWD

オリンパス E-330はオリンパス製のオリンパスE-システムのデジタル一眼レフカメラ。フォーサーズシステムを採用している。
E-330はペンタ部の出っ張り（軍艦部）を廃したE-300のデザインを踏襲しつつ、ある程度の小型軽量化を実現した事実上のE-300の後継機である。イメージセンサーにはパナソニック製の有効750万画素のLiveMOSセンサーを採用し、さらに光学ファインダー経路にコンパクトデジタルカメラ用の1/2.5型500万画素CCDを搭載することで、レンズ交換式デジタル一眼レフとして初めて、液晶モニターによるライブビュー撮影を可能にしている。なお、E-330登場以後、全てのオリンパス機でライブビュー機能が搭載されているが、ライブビューに専用CCDを搭載することで、タイムラグのない撮影を可能にしているのはこのE-330のみである。他社製品でも同様のライブビュー専用CCDと可動式液晶を同時に採用しているのはソニーのα300シリーズ、α500シリーズのみとなっている。
また、上90°、下45°に可動する液晶モニタを利用することで、ハイアングル、ローアングルによる撮影が可能。
この機種をベースとしてパナソニックからLUMIX DMC-L1が、ライカからDIGILUX 3が発売された。

## 仕様
| モデル              | E-330                                                                                               |
| ------------------- | --------------------------------------------------------------------------------------------------- |
| 撮像素子            | 4/3型LiveMosセンサー 17.3×13.0mm                                                                    |
| 有効画素数          | 750万画素                                                                                           |
| レンズマウント      | フォーサーズシステム・マウント                                                                      |
| AF方式              | TTL位相差検出方式                                                                                   |
| 測距点              | 3点                                                                                                 |
| 測光方式            | 49分割デジタルESP測光・中央部重点平均測光 スポット測光・スポット測光ハイライト/シャドーコントロール |
| フォーカスモード    | シングルAF / コンティニュアスAF / MF /シングルAF＋MF /コンティニュアスAF＋MF                        |
| 連続撮影            | 約3コマ/秒・4コマまで（RAW・TIFF）                                                                  |
| ISO感度             | 1/1/3ステップ AUTO / 100 / 200 / 400 / 800 / 1600                                                   |
| ホワイトバランス    | オート /プリセット 3000K-7500K / カスタム / ワンタッチ                                              |
| シャッター速度      | 60秒～1/4000秒（Mモード）、バルブ（8分）、X=1/180秒                                                 |
| ファインダー        | ポロミラー・アイレベル一眼レフ方式・視野率約95%・倍率0.93倍・プレビュー可                           |
| ライブビュー        | |
| 液晶モニタ          | 2.5型ハイパークリスタル液晶（半透過型TFTカラー液晶）・21.5万画素                                    |
| 記録媒体            | CFカードType I/II、マイクロドライブ対応・xDピクチャーカード                                         |
| 電源                | 専用リチウムイオン電池 BLM-1                                                                        |
| 本体サイズ（W×H×D） | 140(W)×87(H)×72(D)mm                                                                                |
| 質量（本体のみ）    | 約550g                                                                                              |